# Shinnin Kawaguchi
Shinnin Kawaguchi (jap. 河口信任 Kawaguchi Shinnin; ur. 1736, zm. 1811) – japoński lekarz, jeden z twórców japońskiej anatomii. W 1770 roku ukazało się napisane przez niego wspólnie z Gengai Ogino dzieło poświęcone sekcji zwłok, Kaishihen. Studiował razem z Doi Kurisaki.

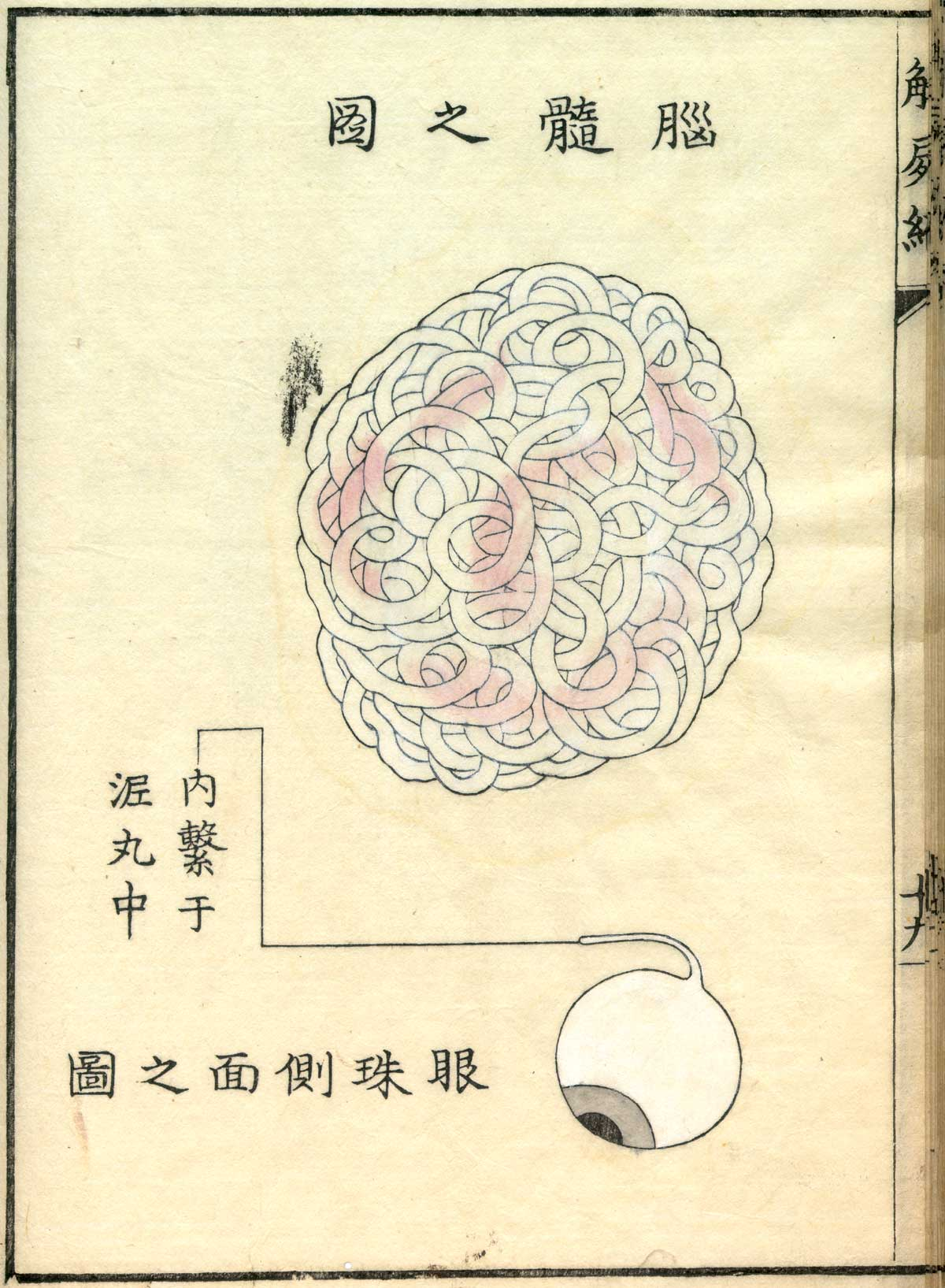
Ilustracja z dzieła Kawaguchi

Shinnin Kawaguchi był pierwszym Japończykiem, który dokonał sekcji mózgowia.